# Episodi di Lasko (prima stagione)

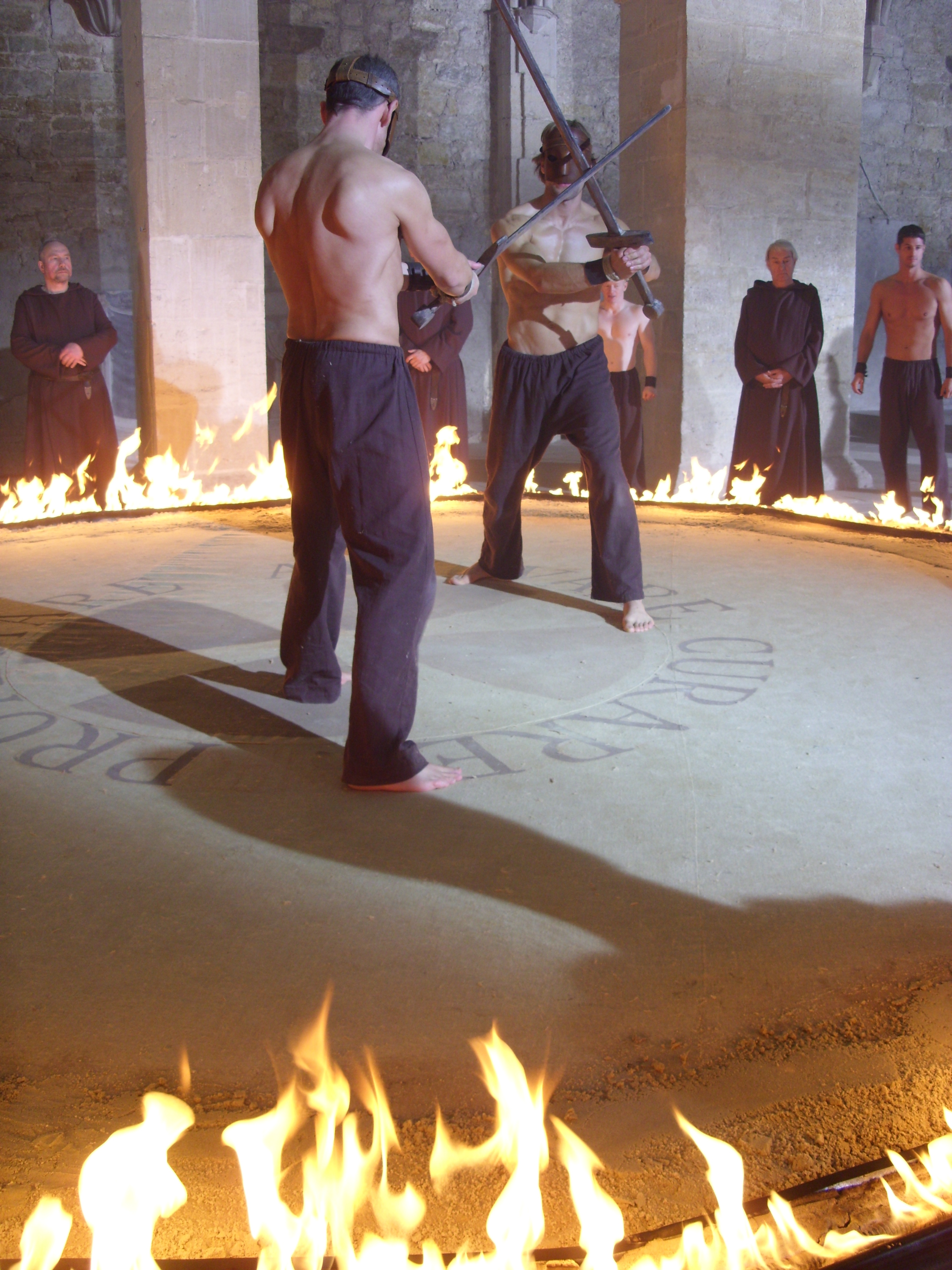
Fotografia dal set della serie televisiva

La prima stagione della serie televisiva Lasko è stata trasmessa in Germania dal 18 giugno al 30 luglio 2009 su RTL Television.
| nº | Titolo originale  | Titolo italiano     | Prima TV Germania | Prima TV Italia  |
| -- | ----------------- | ------------------- | ----------------- | ---------------- |
| 1  | Flug 691          | Il dirottamento     | 18 giugno 2009    | 13 luglio 2010   |
| 2  | Der Weg nach Rom  | Rapporto segreto    | 25 giugno 2009    | 15 luglio 2010   |
| 3  | Die Wolfsschlucht | Il testimone        | 2 luglio 2009     | 20 luglio 2010   |
| 4  | Der Fluch         | La spada della pace | 9 luglio 2009     | 10 agosto 2010   |
| 5  | Der Verrat        | La maledizione      | 16 luglio 2009    | 24 agosto 2010   |
| 6  | Der Ölprinz       | La resa dei conti   | 23 luglio 2009    | 9 settembre 2010 |
| 7  | Milena            | Milena              | 30 luglio 2009    | 3 agosto 2010    |

## Il dirottamento
- Titolo originale: Flug 691
- Diretto da:
- Scritto da:

### Trama
Un Boeing 737 proveniente dal Sudan e diretto in Germania viene dirottato da alcuni terroristi armati. Lasko e Gladius, passando nelle vicinanze si accorgono che qualcosa non va: un aereo non può atterrare su una normale strada! Decidono quindi di intervenire e salire a bordo prima ancora dell'arrivo della polizia. Scoprono che a bordo ci sono un terrorista, un'agente dell'Interpol Sophia e un prete. Il dirottamento è stato organizzato dalla Loggia Ares, nemica del Pugnus Dei, l'ordine religioso di cui fanno parte Lasko e Gladius. L'obiettivo è recuperare il terrorista che invece viene ucciso e quindi quelli della Loggia rapiscono il prete. Ma Lasko interviene liberandolo.
- Ascolti Italia: telespettatori 2.159.000 – share 11,31%[1]

## Rapporto segreto
- Titolo originale: Der Weg nach Rom
- Diretto da:
- Scritto da:

### Trama
Lasko e Gladius devono proteggere il vescovo Renaud che custodisce un rapporto sulla Loggia Ares con i nomi di alcuni membri importanti, utile per smantellare la Loggia. Nel tragitto dalla Germania a Roma, il vescovo viene ucciso e tocca ai due fratelli del Pugnus Dei portare il rapporto nelle mani del vescovo incaricato. Ma la Loggia, una volta fatta la consegna, fa esplodere le sue stanze. Intanto Sophia scopre che il padre scomparso fa parte del Pugnus Dei.
- Ascolti Italia: telespettatori 1.932.000 - share 11,13%[2]

## Il testimone
- Titolo originale: Die Wolfsschlucht
- Diretto da:
- Scritto da:

### Trama
Una donna, moglie di uno spietato criminale, giunge al monastero e affida il proprio figlioletto alle cure di Lasko. Poche ore dopo, la donna viene rapita proprio dal coniuge in cerca del figlio. Lasko decide allora di intervenire.

## La spada della pace
- Titolo originale: Der Ölprinz
- Diretto da:
- Scritto da:

### Trama
Lasko salva un principe arabo, vittima di un attentato. Così il monaco scopre che l'uomo è in Germania per trovare una spada magica.

## La maledizione
- Titolo originale: Der Fluch
- Diretto da:
- Scritto da:

### Trama
Un prete chiede al monaco Lasko di aiutare una sua parrocchiana, che crede posseduta. Nel frattempo, il monaco si prepara a fronteggiare Quintus.

## La resa dei conti
- Titolo originale: Der Verrat
- Diretto da:
- Scritto da:

## Milena
- Titolo originale: Milena
- Diretto da:
- Scritto da:

### Trama
Lasko incontra una ragazzina alla fiera del paese, prima di salvare dei bambini su una mongolfiera. La ragazzina si chiama Milena. Vic, piccolo delinquente è in fuga in auto con Milena, la sua figlia dodicenne. Sono inseguiti da due uomini. Milena scopre nella borsa del padre del denaro, ma Vic non risponde alle domande della figlia. In una curva Vic perde il controllo della sua auto, finisce fuori strada ed atterra in un fossato. Lasko e Gladius arrivano casualmente sulla scena dell'incidente, per aiutare Vic e Milena li portano al monastero. I monaci si sorprendono quando scoprono che Vic è stato ferito da un colpo di pistola. Vic ammette che il boss Lydia lo ha costretto a rapinare una banca. Il bottino della rapina è nella borsa tra i rottami di auto di Vic. Poiché suo padre è a letto ferito, Milena decide di andare a prendere lei la refurtiva. Con una bugia convince Lasko a portarla al luogo dell'incidente. Ma con orrore, scopre che il denaro è sparito. Milena deve inventare qualcosa: scappa dal monastero alla ricerca di Lydia, mentre Vic è arrestato. Lasko e Gladius la cercano per evitare il peggio.